# رودريغو لياندرو دا كوستا
رودريغو لياندرو دا كوستا (بالبرتغالية: Rodrigo Leandro da Costa‏) المعروف باسم رودريغو (مواليد 17 سبتمبر 1985) لاعب كرة قدم برازيلي يلعب مع معيذر في دوري نجوم قطر.
في يناير 2013 انضم رودريغو إلى بوسان أي بارك في دوري كوريا الجنوبية. لعب لأول مرة مع بوسان أي بارك في 10 مارس 2013 ضد غيونغنام وسجل هدفه الأول للنادي من ركلة جزاء ضد دايجون سيتيزن في 28 أبريل.

## إحصائيات المسيرة الرياضية
حتى 10 نوفمبر 2013
| أداء النادي   | أداء النادي   | أداء النادي   | الدوري    | الدوري  | الكأس     | الكأس   | كأس الدوري | كأس الدوري | المجموع   | المجموع |
| الموسم        | النادي        | الدوري        | المباريات | الأهداف | المباريات | الأهداف | المباريات  | الأهداف    | المباريات | الأهداف |
| ------------- | ------------- | ------------- | --------- | ------- | --------- | ------- | ---------- | ---------- | --------- | ------- |
| 2013          | بوسان أي بارك | الدرجة الأولى | 18        | 2       | 2         | 0       | -          | -          | 20        | 2       |
| المجموع الكلي | المجموع الكلي | المجموع الكلي | 18        | 2       | 2         | 0       | 0          | 0          | 20        | 2       |